# Les Real Housewives d'Orange County
Les Real Housewives d'Orange County ou  Housewives : les Vraies (The Real Housewives of Orange County) est une émission de téléréalité américaine diffusée depuis le 21 mars 2006 sur Bravo.
En France, l'émission est diffusée dès le 15 novembre 2007 sur Jimmy, depuis le 6 janvier 2014 sur Chérie 25, à partir du 23 avril 2014 sur NRJ 12. Depuis le 1er juillet 2024 les saisons 12 à 15 sont disponibles sur M6+. Dans son offre payante M6+ propose également les saisons 16 et 17 depuis le 18 septembre 2024
L'émission est la première adaptation du concept de téléréalité The Real Housewives.

## Concept
Présentée comme un docu-soap, l'émission suit la vie quotidienne de cinq à sept femmes au foyer et épouses américaines, des classes moyennes ou prétendument supérieures, résidant dans l'Orange County, sous le soleil de Californie : 
- Jeana, une ancienne actrice et mannequin qui s'est reconvertie dans l'immobilier[5] ;
- Jo, une femme au foyer qui souhaite recommencer à travailler malgré le refus de son fiancé ;
- Vicki, une mère de famille et femme d'affaires accomplie ;
- Kimberly, une femme au foyer et philanthrope à ses heures perdues ;
- Lauri, une mannequin récemment divorcée qui a perdu sa vie luxueuse.

- Si vous ne connaissez pas le sujet, laissez ce bandeau (vous pouvez alors contacter les auteurs).
- Si vous supprimez le contenu mis en cause (vous pouvez préalablement contacter les auteurs),

argumentez précisément cette suppression dans la page de discussion
(un manque de référence n'est pas un argument ; une recherche réelle de référence doit avoir été effectuée, être formellement documentée).
De nouvelles Housewives rejoindront la distribution au cours de l'émission :
- Tammy, une entrepreneuse qui cherche un nouvel endroit où vivre ;
- Tamra, une agente immobilière et mère de famille sous haute tension ;
- Quinn, une directrice en marketing qui est une cougar invétéré ;
- Gretchen, une mannequin fiancée à un vieux millionnaire ;
- Lynne, une entrepreneuse qui fait face à des problèmes financiers ;
- Alexis, une animatrice qui se concentre sur sa vie de famille ;
- Peggy, une mannequin et mère de famille émérite ;
- Heather, une actrice mariée à un chirurgien esthétique ;
- Lydia, une mère de famille distinguée et petite-fille d'un magnat des médias ;
- Shannon, une mère de famille modèle adepte d'un style de vie serein ;
- Lizzie, une mannequin et ex-petite amie du chanteur Nick Lachey ;
- Meghan, une mannequin et épouse du joueur de baseball Jim Edmonds ;
- Kelly, une chef de l'exploitation et mère de famille qui a des problèmes conjugaux ;
- Peggy, une mère de famille avec une approche non conventionnelle ;
- Braunwyn, une influenceuse et mannequin et épouse de Sean Burke ;
- Elizabeth, une PDG d’Edge Music et ex épouse de Bernt Bodal ;
- Jen, une médecin esthétique et mère de trois enfants ;
- Noella, une mère de famille en procédure de divorce ;
- Jennifer, une entrepreneure et mère de famille ;
- Katie, une journaliste marié à un homme d'affaires.

Des Amies des Housewives rejoignent également le programme :
- Fernanda, une professeur de fitness et amie de Tamra ;
- Sarah, une animatrice radio et une amie de Gretchen et Alexis ;
- Danielle, une membre cofondatrice de l’organisme de bienfaisance ;
- Nicole, une mère au foyer et une amie de Shannon ;
- Taylor, une philanthrope, mère au foyer et amie de Tamra.

## Distribution
| Les Real Housewives        | Saisons    | Saisons    | Saisons    | Saisons    | Saisons    | Saisons    | Saisons    | Saisons    | Saisons    | Saisons    | Saisons    | Saisons    | Saisons    | Saisons    | Saisons    | Saisons    | Saisons    | Saisons    | Saisons    |
| Les Real Housewives        | 1          | 2          | 3          | 4          | 5          | 6          | 7          | 8          | 9          | 10         | 11         | 12         | 13         | 14         | 15         | 16         | 17         | 18         | 19         |
|                            | Actuelles  | Actuelles  | Actuelles  | Actuelles  | Actuelles  | Actuelles  | Actuelles  | Actuelles  | Actuelles  | Actuelles  | Actuelles  | Actuelles  | Actuelles  | Actuelles  | Actuelles  | Actuelles  | Actuelles  | Actuelles  | Actuelles  |
| -------------------------- | ---------- | ---------- | ---------- | ---------- | ---------- | ---------- | ---------- | ---------- | ---------- | ---------- | ---------- | ---------- | ---------- | ---------- | ---------- | ---------- | ---------- | ---------- | ---------- |
| Tamra Judge (en)           |            |            | Principale | Principale | Principale | Principale | Principale | Principale | Principale | Principale | Principale | Principale | Principale | Principale |            |            | Principale | Principale | Principale |
| Heather Dubrow             |            |            |            |            |            |            | Principale | Principale | Principale | Principale | Principale |            |            |            |            | Principale | Principale | Principale | Principale |
| Shannon Storms Beador (en) |            |            |            |            |            |            |            |            | Principale | Principale | Principale | Principale | Principale | Principale | Principale | Principale | Principale | Principale | Principale |
| Gina Kirschenheiter        |            |            |            |            |            |            |            |            |            |            |            |            | Principale | Principale | Principale | Principale | Principale | Principale | Principale |
| Emily Simpson              |            |            |            |            |            |            |            |            |            | Invitée    |            |            | Principal  | Principal  | Principal  | Principal  | Principal  | Principal  | Principal  |
| Jennifer Pedranti          |            |            |            |            |            |            |            |            |            |            |            |            |            |            |            |            | Principale | Principale | Principale |
| Katie Ginella              |            |            |            |            |            |            |            |            |            |            |            |            |            |            |            |            |            | Principale | Principale |
|                            | Anciennes  |            |            |            |            |            |            |            |            |            |            |            |            |            |            |            |            |            |            |
| Kimberly Bryant            | Principale | Invitée    | Invitée    | Invitée    |            |            |            |            |            |            |            |            |            |            |            |            |            |            |            |
| Jo De La Rosa              | Principale | Principale | Invitée    | Invitée    |            |            |            |            |            |            |            |            |            |            |            |            |            | Invitée    | Invitée    |
| Vicki Gunvalson (en)       | Principale | Principale | Principale | Principale | Principale | Principale | Principale | Principale | Principale | Principale | Principale | Principale | Principale | Amie       |            |            | Invitée    | Invitée    |            |
| Jeana Keough (en)          | Principale | Principale | Principale | Principale | Principale | Amie       | Invitée    |            |            | Invitée,   | Invitée,   | Invitée,   |            |            |            | Invitée    |            |            |            |
| Lauri Peterson             | Principale | Principale | Principale | Principale | Invitée    |            |            | Amie       |            |            |            |            |            |            |            |            |            |            |            |
| Tammy Knickerbocker        |            | Principale | Principale | Invitée    | Invitée    | Invitée    |            |            |            | Invitée    |            |            |            |            |            |            |            |            |            |
| Quinn Fry                  |            |            | Principale | Invitée    | Invitée    | Invitée    |            |            |            |            |            |            |            |            |            |            |            |            |            |
| Lynne Curtin               |            |            |            | Principale | Principale | Invitée    |            |            |            | Invitée    |            |            |            |            |            |            |            |            |            |
| Gretchen Rossi             |            |            |            | Principale | Principale | Principale | Principale | Principale |            |            |            | Invitée    |            |            |            |            |            |            | Amie       |
| Alexis Bellino (en)        |            |            |            |            | Principale | Principale | Principale | Principale |            |            |            |            |            | Invitée    |            |            |            | Amie       |            |
| Peggy Tanous               |            |            |            |            |            | Principale | Invitée    |            |            |            |            |            |            |            |            |            |            |            |            |
| Lydia McLaughlin           |            |            |            |            |            |            |            | Principale |            |            |            | Principale |            |            |            |            |            |            |            |
| Lizzie Rovsek              |            |            |            |            |            |            |            |            | Principale | Amie       |            | Invitée    |            |            | Invitée    | Invitée    |            |            |            |
| Meghan King Edmonds (en)   |            |            |            |            |            |            |            |            | Invitée    | Principale | Principale | Principale |            | Invité     |            |            |            |            |            |
| Kelly Dodd                 |            |            |            |            |            |            |            |            |            |            | Principale | Principale | Principale | Principale | Principale |            |            |            |            |
| Peggy Sulahian             |            |            |            |            |            |            |            |            |            |            |            | Principale |            |            |            |            |            |            |            |
| Braunwyn Windham-Burke     |            |            |            |            |            |            |            |            |            |            |            |            |            | Principale | Principale |            |            |            |            |
| Elizabeth Lyn Vargas       |            |            |            |            |            |            |            |            |            |            |            |            |            |            | Principale |            |            | Invitée    |            |
| Jen Armstrong              |            |            |            |            |            |            |            |            |            |            |            |            |            |            | Invitée    | Principale |            |            |            |
| Noella Bergener            |            |            |            |            |            |            |            |            |            |            |            |            |            | Invitée    | Invitée    | Principale |            |            |            |
|                            | Amies      |            |            |            |            |            |            |            |            |            |            |            |            |            |            |            |            |            |            |
| Fernanda Rocha             |            |            |            |            | Invitée    | Amie       |            |            |            |            |            |            |            |            |            |            |            |            |            |
| Sarah Winchester           |            |            |            |            | Invitée    | Invitée    | Amie       |            |            |            |            |            |            |            |            |            |            |            |            |
| Danielle Gregorio          |            |            |            |            |            |            |            |            | Amie       |            |            |            |            |            |            |            |            |            |            |
| Nicole James               |            |            |            |            |            |            |            |            |            |            |            |            |            |            |            | Amie       |            |            |            |
| Taylor Armstrong (en)      |            |            |            |            |            |            |            |            |            |            |            |            |            |            |            |            | Amie       |            |            |

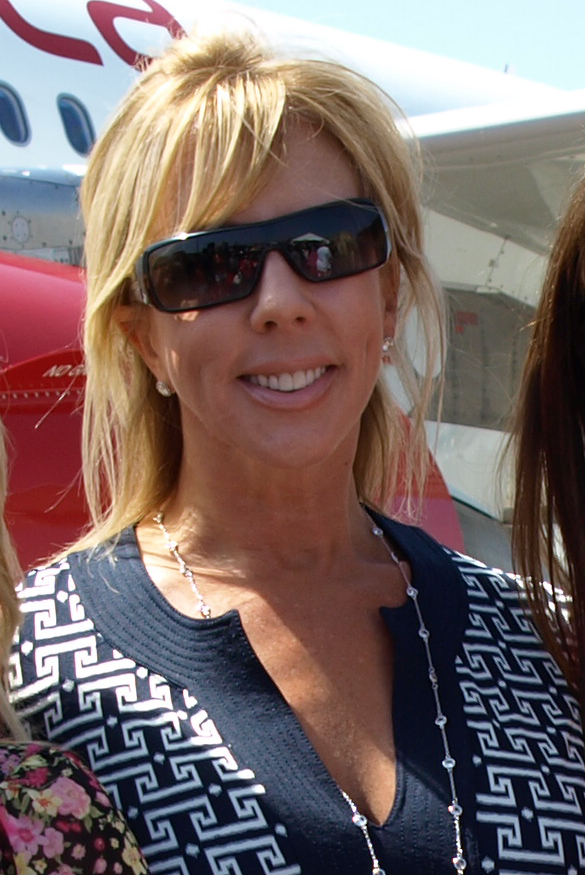
Vicki Gunvalson (saisons 1 à 13)
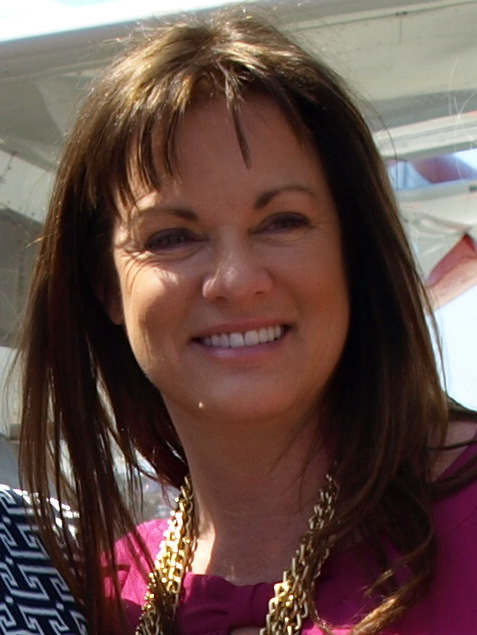
Jeana Keough (saisons 1 à 5)
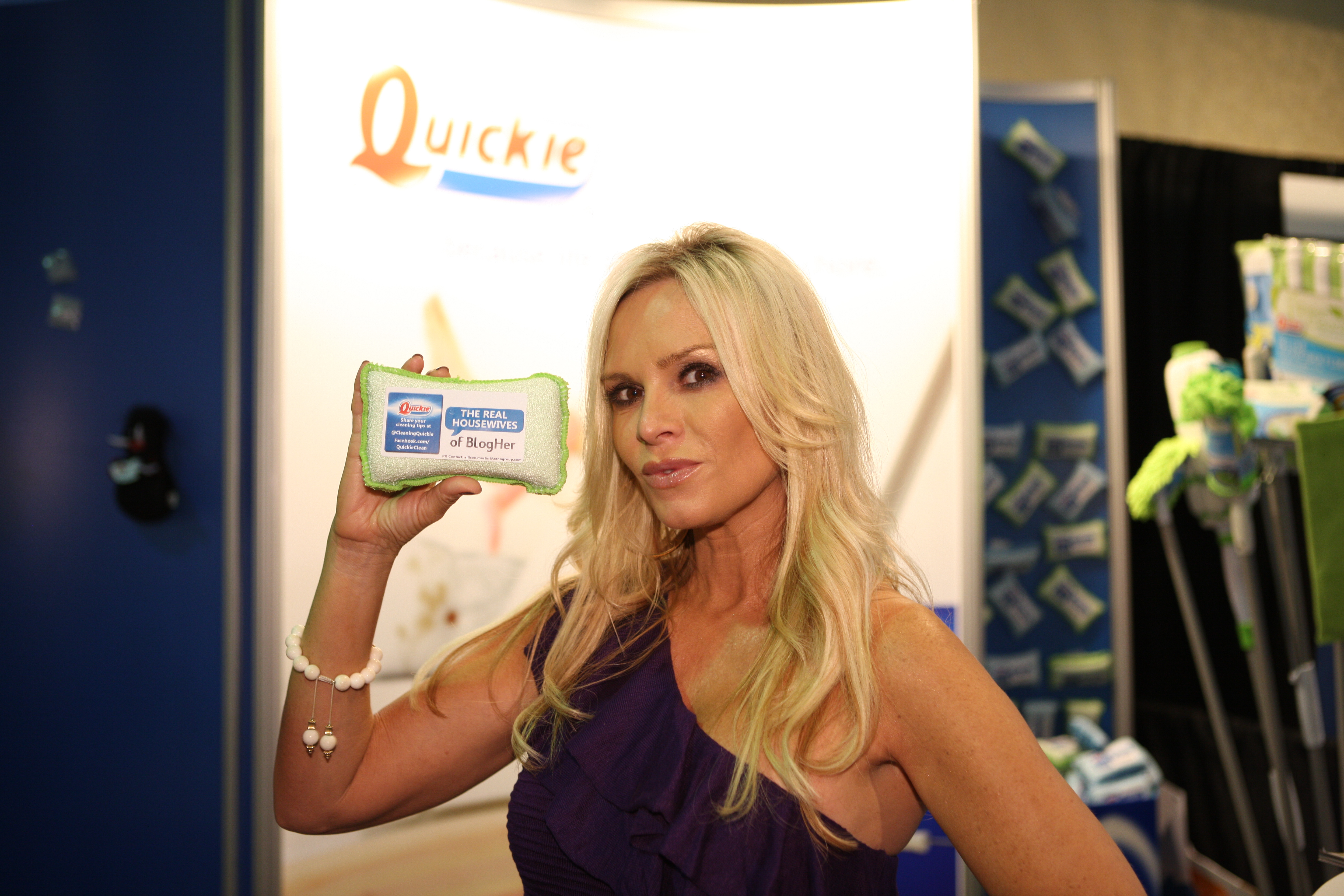
Tamra Judge (saisons 3 à 14, depuis la saison 17)
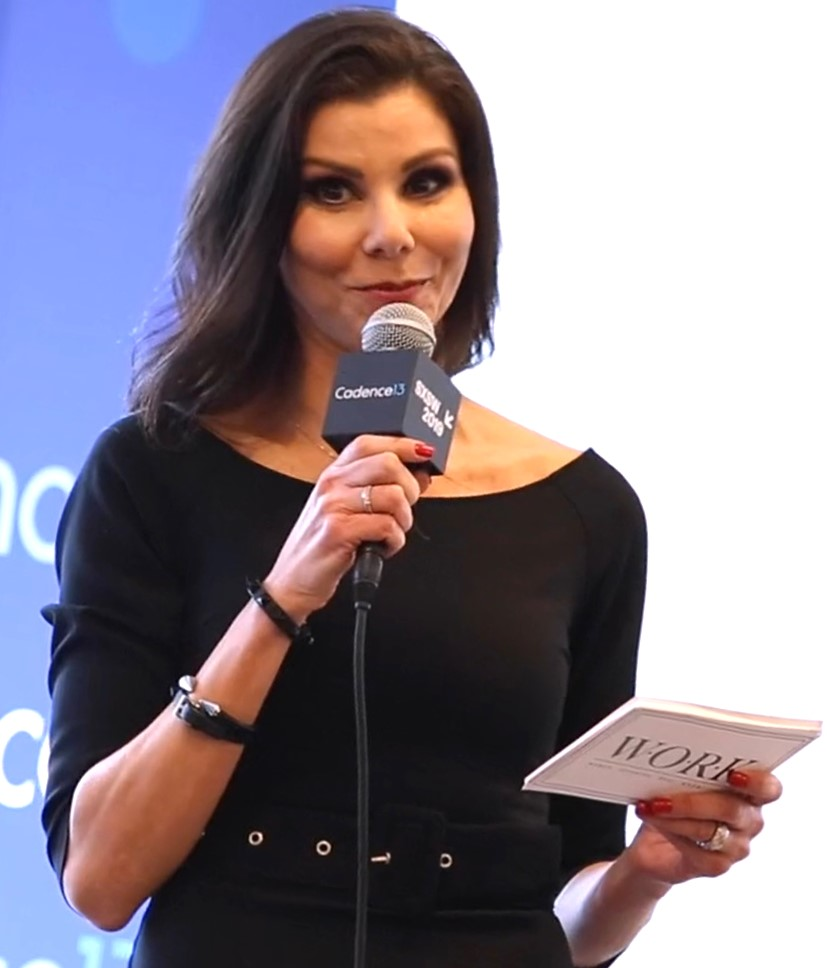
Heather Dubrow (saisons 7 à 11, depuis la saison 16)
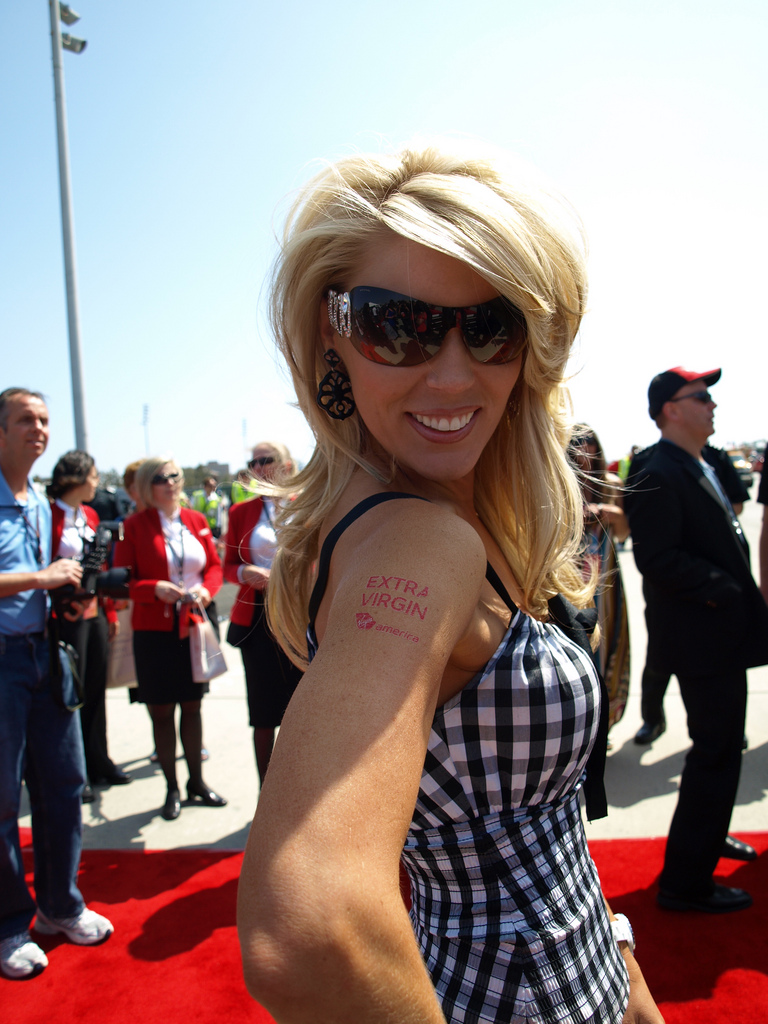
Gretchen Rossi (saisons 4 à 8)
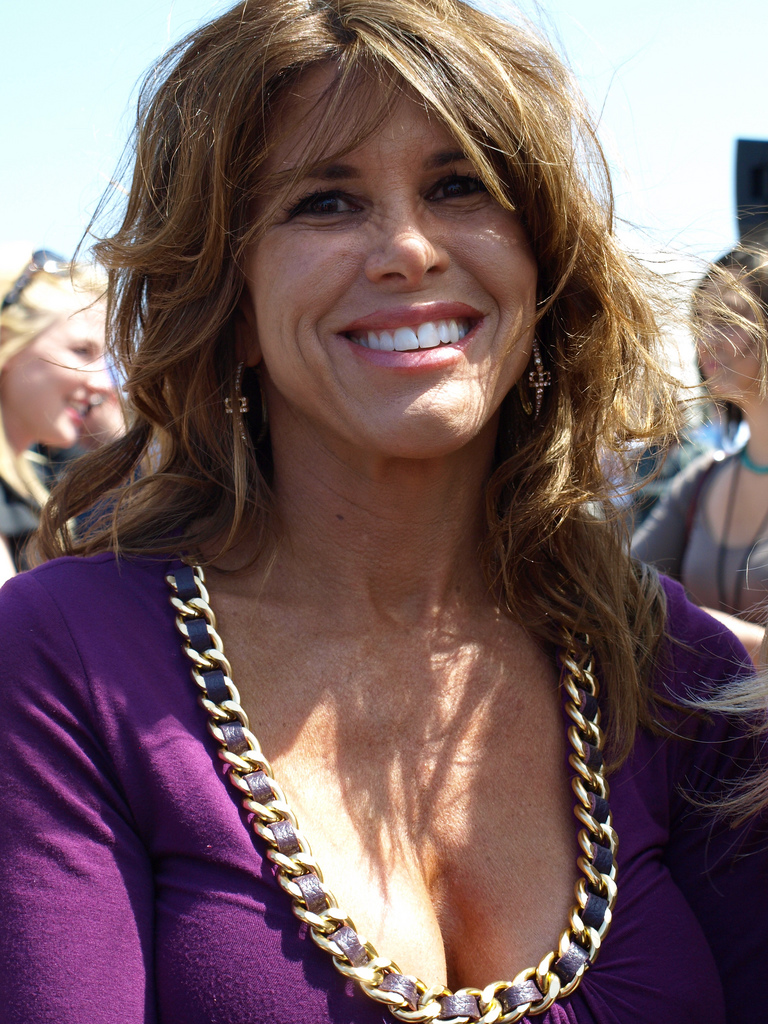
Lynne Curtin (saisons 4 et 5)
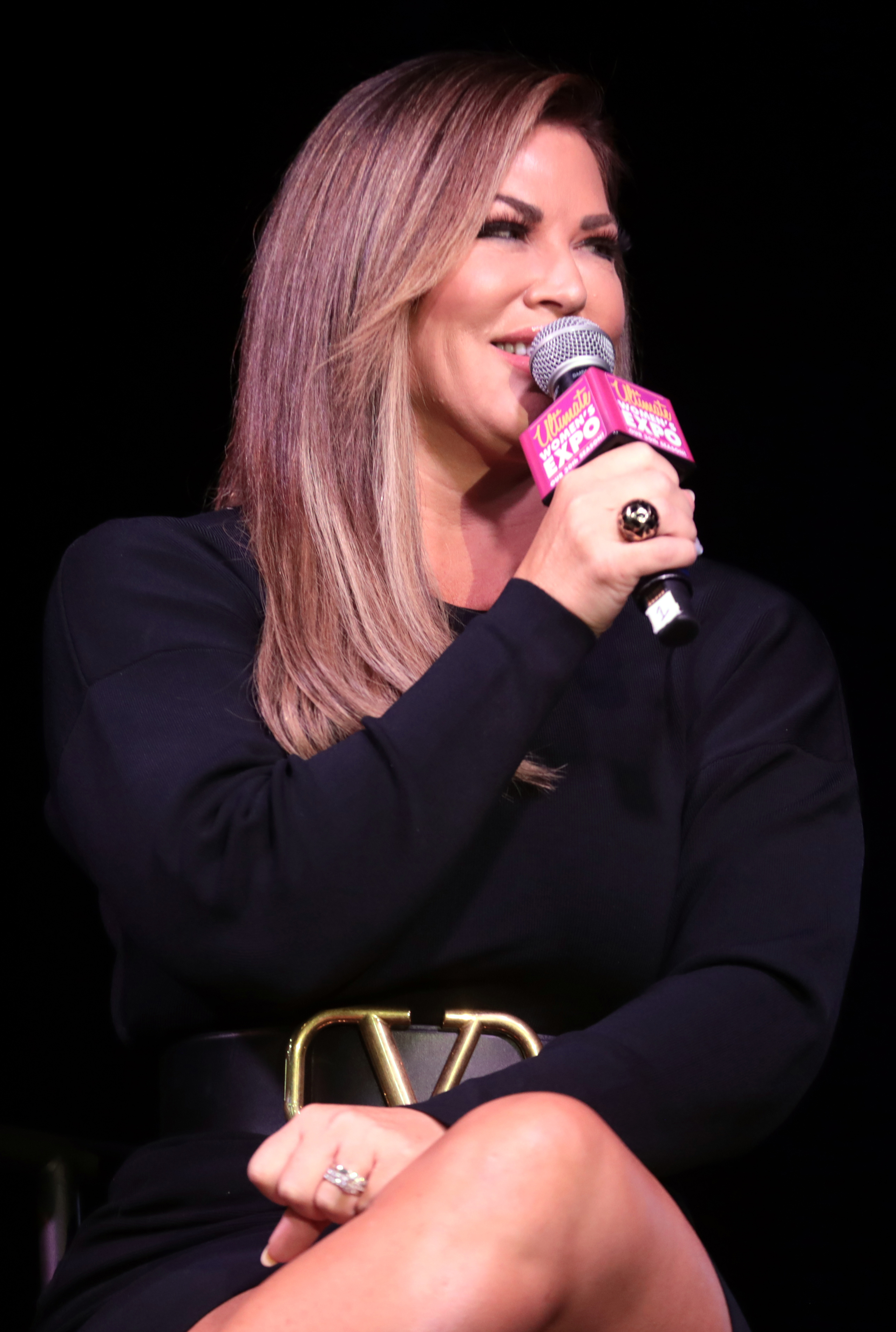
Emily Simpson (depuis la saison 13)

### Voice-over
- Claudine Gremy
- Isabelle Périlhou
- Sébastien Desjours
- Stéphane Ronschewsi
- Marie Zidi
- Jean-Louis Faure
- Isabelle Langlois (saison 3)
- Nathalie Karsenty (saison 4)
- Maryline Heraud (saisons 4 et 5)
- Pénélope Perdereau (saisons 4 et 5)
- Marie-Eve Dufresne (saison 5)

Version française
- Société de doublage : Eclair Group
- Direction artistique :
- Adaptation des dialogues : Loic Caradec, Olivia Azoulay

## Épisodes
| Saisons         | Épisodes | France            | France            | France                       | États-Unis        | États-Unis         | États-Unis              | États-Unis              | États-Unis              |
| Saisons         | Épisodes | Début de saison   | Fin de saison     | Chaine de première diffusion | Début de saison   | Fin de saison      | Audiences (en millions) | Audiences (en millions) | Audiences (en millions) |
| Saisons         | Épisodes | Début de saison   | Fin de saison     | Chaine de première diffusion | Début de saison   | Fin de saison      | Première                | Dernière                | Moyenne                 |
| --------------- | -------- | ----------------- | ----------------- | ---------------------------- | ----------------- | ------------------ | ----------------------- | ----------------------- | ----------------------- |
| 1 (2006)        | 8        | 15 novembre 2007  | 3 janvier 2008    | Jimmy                        | 21 mars 2006      | 09 mars 2006       | 0.43                    | N/A                     | N/A                     |
| 2 (2007)        | 10       | 21 janvier 2014   | 4 février 2014    | Chérie 25                    | 16 janvier 2007   | 20 mars 2007       | N/A                     | N/A                     | N/A                     |
| 3 (2007 - 2008) | 12       | 5 février 2014    | 20 février 2014   | Chérie 25                    | 06 novembre 2007  | 29 janvier 2008    | N/A                     | 1.33                    | 1.50                    |
| 4 (2008 - 2009) | 15       | 21 février 2014   | 13 mars 2014      | Chérie 25                    | 25 novembre 2008  | 11 juin 2009       | N/A                     | N/A                     | 2.17                    |
| 5 (2009 -2010)  | 17       | 14 mars 2014      | 7 avril 2014      | Chérie 25                    | 05 novembre 2009  | 11 mars 2010       | N/A                     | N/A                     | N/A                     |
| 6 (2011)        | 16       | Inédite en France | Inédite en France | Inédite en France            | 06 mars 2011      | 20 juin 2011       | 2.05                    | 1.53                    | 1.94                    |
| 7 (2012)        | 23       | Inédite en France | Inédite en France | Inédite en France            | 07 février 2012   | 24 juillet 2012    | 2.26                    | 1.42                    | 1.90                    |
| 8 (2013)        | 23       | Inédite en France | Inédite en France | Inédite en France            | 1er avril 2013    | 1er septembre 2013 | 1.81                    | 1.32                    | 1.89                    |
| 9 (2014)        | 21       | Inédite en France | Inédite en France | Inédite en France            | 14 avril 2014     | 08 septembre 2014  | 1.70                    | 1.20                    | 1.75                    |
| 10 (2015)       | 24       | Inédite en France | Inédite en France | Inédite en France            | 08 juin 2015      | 12 novembre 2015   | 1.74                    | 1.08                    | 1.77                    |
| 11 (2016)       | 21       | Inédite en France | Inédite en France | Inédite en France            | 20 juin 2016      | 21 novembre 2016   | 1.72                    | 1.71                    | 1.80                    |
| 12 (2017)       | 21       | 3 décembre 2021   | 3 décembre 2021   | 6play                        | 10 juillet 2017   | 27 novembre 2017   | 1.68                    | 1.89                    | 1.70                    |
| 13 (2018)       | 21       | 3 décembre 2021   | 3 décembre 2021   | 6play                        | 16 juillet 2018   | 09 décembre 2018   | 1.41                    | 1.47                    | 1.42                    |
| 14 (2019)       | 23       | 1er juillet 2024  | 1er juillet 2024  | M6+                          | 06 août 2019      | 26 décembre 2019   | 1.42                    | 1.02                    | 1.32                    |
| 15 (2020-2021)  | 16       | 1er juillet 2024  | 1er juillet 2024  | M6+                          | 14 octobre 2020   | 27 janvier 2021    | 1.05                    | 1.10                    | 1.04                    |
| 16 (2021-2022)  | 19       | 18 septembre 2024 | 18 septembre 2024 | M6+                          | 1er décembre 2021 | 27 avril 2022      | 0.94                    | 0.95                    | 0.85                    |
| 17 (2023)       | 18       | 18 septembre 2024 | 18 septembre 2024 | M6+                          | 07 juin 2023      | 11 octobre 2023    | 1.03                    | 0.82                    | 0.78                    |
| 18 (2024)       | 20       | 9 décembre 2024   | 9 décembre 2024   | M6+                          | 11 juillet 2024   | 21 novembre 2024   | 0.65                    | 0.60                    | 0.61                    |
| 19 (2025)       | à venir  | Inédite en France | Inédite en France | Inédite en France            | 10 juillet 2025   | à venir            | 0.52                    | à venir                 | à venir                 |

### Première saison (2006)
1. À la rencontres des Housewives (Meet the Wives)
2. Nouvelle vie (Is It Hunting Season, Yet?)
3. Remise en question (Upgrading Has Nothing to do With You Honey)
4. Une assistante très sexy (Talk, Talk, Talk)
5. Problèmes en série (Cut the P and Lem out of Problem and you get ROB)
6. Nouvelles choquantes (Shocking News)
7. Bouquet final (The Finale)
8. La réunion (Reunion)

### Deuxième saison (2007)
1. Une nouvelle Housewife (The Housewives are Back!)
2. Soyez sympa avec la nouvelle ! (Be Nice to the New Girl)
3. Nostalgie (Watch Out Bitches!)
4. Règlement de comptes (Relationships Are Better Than Your Head)
5. Un étranger dans ma maison (Stranger in Your House)
6. Soirée clandestine (Studio, Jewelry, and Babie)
7. La femme au foyer (Jo Jo the Housewife)
8. Sexe d'anniversaire (Birthday Sex)
9. Bouquet final (Finale)
10. L'heure du bilan (Real Housewives Confess: A Watch What Happens Special)

### Troisième saison (2007-2008)
1. Le lever du rideau (Behind The Orange Curtain)
2. Mon bébé a grandi si vite (My Baby is All Grown Up)
3. Les filles en folie (Girls Gone Wild)
4. Il faut souffrir pour être belle (Pantry Raid!)
5. La fureur de vivre (Rebels Without a Cause)
6. Un été bien rempli (The Boys of Summer)
7. Infractions publicitaires (Moving Violations)
8. Vacances en famille (Family Vacation)
9. Amies-ennemies (Frienemies)
10. Les diamants sont éternels (Diamonds Are a Girl's Best Friend)
11. Et voici venir la mariée (Here Comes The Bride)
12. Les confessions (Real Housewives Confess: A Watch What Happens Special)

### Quatrième saison (2008-2009)
1. Sont-elles réelles ? (Are They For Real?)
2. Attention à vos pères (Hold on To Your Daddies)
3. 10 ans d'amour (Love Tanks)
4. Elles ne peuvent pas comprendre (You Just Don't Get It)
5. Joyeux 4 juillet ! (120 in the Shade)
6. Coupez ! (Cut!)
7. Sortez vos chapeaux (And They're Off...)
8. Nue ou saoul ? (Naked Wasted)
9. Pourquoi tu es si méchante avec moi ? (Why Are You Being So Mean To Me?)
10. Les filles veulent s'amuser (The Girls Want to Come Out and Play)
11. Lâché de beautés sur Vegas (Vegas Baby)
12. Vivre inspiré et engagé (Who's Your Daddy?)
13. Joyeux Anniversaire Jeana ! (Bling Bling)
14. Réunion spéciale - partie 1 (Real Housewives Confess: A Watch What Happens Special)
15. Réunion spéciale - partie 2 (The Lost Footage)

### Cinquième saison (2009-2010)
1. Quand les temps sont durs, les dures à cuire vont faire du shopping (When Times Get Tough, The Tough Go Shopping!)
2. Amies, ennemies (Friends, Enemies and Husbands)
3. Coto de Caza (It Ends in Coto de Caza)
4. Une question de choix (It's All About Choices)
5. Copines Lifting et virée en Floride (Friends, Facelifts and Florida)
6. Quand les maris s'invitent (All Girls Weekend)
7. Faite l'amour pas la guerre (Love and War)
8. Oublions le passé (Let Bygones, Be Bygones)
9. Sans frontières (No Boundaries)
10. Je ne peux pas arrêter (I Can't Stop)
11. En dépit des apparences (Nothing Is As It Seems)
12. Tu balances mais tu n'encaissez pas (You Can Dish It, But You Can't Take It")
13. Prions ensemble (Let's Bow Our Heads and Pray)
14. Voilà comment on fait dans le comté d'Orange (This Is How We Do It in the O.C)
15. Est-ce que c'est tout ? (Is This All There Is?)
16. Réunion spéciale - partie 1 (Reunion Special: Part 1)
17. Réunion spéciale - partie 1 (Reunion Special: Part 2)

### Sixième saison (2011)
1. Amped Blondes and Evil Eyes
2. Shameless in Seattle
3. A New Lease on Life
4. Body Shots
5. No Hate
6. What a Difference a Year Makes
7. Richies to Rags
8. Kiss and Tell
9. Whine Pairings
10. It's Not a Competition
11. Cutting Loose
12. Fashion Victim
13. Girl Fight
14. Reunion - Part 1
15. Reunion - Part 2
16. Lost Footage

### Septième saison (2012)
1. Stranger Things Have Happened
2. Southern Hospitality
3. The Honeymoon is Over
4. Who's Laughing Now
5. He Said What ?
6. The Party's Over
7. Under the Knif
8. Dirty Housewives
9. Bowling for Champs
10. Cabin Fever
11. What's New, Pussycat ?
12. Bomb's Away
13. Whine & Cheese
14. Happily Never After
15. Scream Therapy
16. Rumble in Jungle
17. Monkey Business
18. Will He or Won't He ?
19. Final, Pt. I: Let Them Eat Cake
20. Final, Pt 2: Are You In or Out?
21. Reunion, Pt 1
22. Reunion, Pt 2
23. Lost Footage Special

### Huitième saison (2013)
1. Bullies and Babies
2. Evil Eyes and Evil Faces
3. Making Up Is Hard to Do
4. It's My Party and I'Il Scream If I Want to
5. The Party is Done!
6. A Star is Reborn?
7. Whines by Wives
8. Hot in Orange County
9. Speech Therapy
10. Viva Mexico
11. Dirty Dancing in Mexico
12. Chicks and Salsa
13. Wedding Dress Stress
14. The Cold War
15. Hold Your Tongue
16. Crossroads
17. An Immodest Proposal
18. Cold Shoulders
19. Reunion, Pt One
20. Reunion, Pt Two
21. Reunion, Pt Three
22. Secrets Revealed

### Neuvième saison (2014)
1. Hawaii 5 Uh-Oh
2. Meet & Potatoes
3. Fakes-Giving, Fake Friends
4. Pretty Ugly
5. I Couldn't Chair Less
6. Showdown at the Hoedown
7. Choke-Lahoma
8. Not So Silent Night
9. Not a Good Day LA
10. Shunk in the Barnyard
11. Making Woo-Hoo-Py!
12. La-Bomb-A
13. Point 'Break'
14. Fully Loaded
15. Valentines and Birthday Whines
16. Bali Highs & Lows
17. Eat, Pray, Run
18. All Pologies
19. Reunion - Part 1
20. Reunion - Part Two
21. Secrets Revaled

### Dixième saison (2015)
1. Under Construction
2. Take a Swing
3. Whine Country
4. Charity Case
5. Game Changer
6. Full Circle
7. Bowling in Heels
8. Judgy Eyes & Tahitian Skies
9. Swimming with Sharks
10. Girl Cod
11. A Psychic Surprise
12. Racing to the Run
13. Sex, Lies & Leeches
14. A Storm Is Coming
15. Fire Signs
16. Suspicious Minds
17. Boken Records
18. Satan Loves Confusion
19. Baptism By Fire
20. Reunion Part One
21. Reunion - Part 2
22. Reunion - Part 3
23. Brooks Tells all
24. Secrets Revealed
25. One-on-One with VIcki Gunvalson

### Onzième saison (2016)
1. When the Ship Hits the Fan
2. Making Friends but Not Amends
3. Lies in the Air, Sands in My Hair
4. Frozen Assets
5. Boogie Fights
6. Frenemies of the State
7. Something's Fishy
8. Shannon Gets Her Groove Back
9. Woo Hoo Weekend
10. Shock and Roll
11. The Moral Minority
12. Stage Moms and Dropped Bombs
13. Bye, Bye, Beadors
14. Secrets, Les and Vicki's New Guy
15. Shamrocks and Shockwaves
16. Bringing Up Old Ghosts
17. Puppet Strngs and Tamra's  Wings
18. Vicious Lies and Broken Ties
19. Reunion - Part 1
20. Reunion - Part 2
21. Reunion - Part 3

### Douzième saison (2017)
1. Grand écart (The Great Divide)
2. Feng shui (It's Either My Way or the Feng Shui)
3. Dur d'être une femme (The Not So Quiet Woman)
4. Marionnettes (We Have a New Puppet Master)
5. Face-à-face (Moving In, Moving On and Moving Fast)
6. Soirée de lancement (The Sip-N-See Stand Off)
7. Roturières (Un-Noble Women)
8. Saint-Patrick (Run for Your Wife)
9. Meghan mène l'enquête (Drag Bingo Bombshell)
10. Chagrin d'amitié (Loose Lips Sink Friendships)
11. Réduction mammaire (Breast Intentions)
12. Les bonnes manières à la ferme (Farm-to-Table Manners)
13. Ravaler sa fierté (Don't Rock the Boat)
14. Rhapsodie arménienne (Armenian Rhapsody)
15. Erreur mystique (Mystic Mistake)
16. Direction l'Islande (An Unexpected Thaw)
17. Inquiétude pour Vicki (A Case of the Vicki's)
18. Les vrais vikings d'Orange County (The Real Vikings of Orange County)
19. Point de rupture (Candle Wicks and Lunatics)
20. Retrouvailles (Reunion Part 1)
21. Retrouvailles (Reunion Part 2)

### Treizième saison (2018)
1. Nouveau départ (The Next Chapter)
2. Excuse & trahison (One Apology, Another Betrayal)
3. Week-end entre filles (Tres Amigas)
4. Double divorce (Judge, Jury and Gina)
5. Soirée poker (Orange County Hold 'Em)
6. Rumeurs (Rumors)
7. La valeur de l'argent (She Said/She Said)
8. Partie de golf épique (Seeing Red)
9. Premier rendez-vous (A Peace Treaty, a Blind Date, and a Divorce No One Understands)
10. Argumentation à l'italienne (Italian Fight Night)
11. 8 minutes et demie de succès (8 1/2 Minutes of Success)
12. Heureux de vous revoir (Nice to Meet You... Again)
13. Tensions et Jamaïque (Heat Waves and Hot Flashes)
14. Règlement de compte (Blow Up)
15. Le jour d'après (The Day After)
16. Thérapie de couple (Twin Tweaks)
17. Contre-soirée (Friends and Enemas)
18. Femme fatale party (Femme Finale)
19. Retrouvailles (Reunion Part 1)
20. Retrouvailles (Reunion Part 2)
21. Retrouvailles (Reunion Part 3)

### Quatorzième saison (2019)
1. Nouvel ami (New Friend, New Flames)
2. Crémaillère (Housewarming)
3. Les rumeurs vont vite ! (All Aboard the Rumor Train)
4. Crise à Beverly Hills (Breakdown in Beverly Hills)
5. Mensonges et amitiés (Liar, Liar, Friendships on Fire)
6. Affaire de famille (Family Affair)
7. Danse comme si personne ne te regardait (Dance Like No One Is Watching)
8. Métaphysiquement attirant (Let's Get Metaphysical)
9. Miracle à Mireval (Miracle at Mireval)
10. Orteils cassés (Big O's and Broken Toes)
11. Le Chaos Express (Hot Mess Express)
12. Fashion faux pas (Fashion Show Faux Pas)
13. Confidences et critiques (Spilling Tea and Throwing Shade)
14. Meilleures ennemies pour toujours (Best Frenemies Forever)
15. L'orange ne tombe jamais loin de l'arbre (The Orange Doesn't Fall Far from the Tree)
16. Vidéos virales et vendettas (Viral Videos and Vendettas)
17. Fun et fureur en Floride (Florida Fun and Fury)
18. Key West (Wild, Wild Key West)
19. Libération (Some Fences Are Made to Be Broken)
20. Un marriage en grande pompe (Whooping It Up for Wedding)
21. Le bilan (1/3) (Reunion Part 1)
22. Le bilan (2/3) (Reunion Part 2)
23. Le bilan (3/3) (Reunion Part 3)

### Quinzième saison (2020-2021)
1. Un secret inattendu (An Unexpected Secret)
2. Le sérum de vérité (Tequila Truth Serum)
3. Splash (The Splash Heard Round the OC)
4. La répercussion (The Aftershock)
5. Un invité inattendu (An Unexpected Guest)
6. Le renouvellement des vœux (The Vow Renewal)
7. Renouvellement et regrets (Renewal and Regrets)
8. Le calme avant la tempête (The Calm Before the Storm)
9. Les mensonges qui nous lient (The Lies That Bind)
10. La grande évasion (The Great OC Escape)
11. Un secret bien gardé (A Submerged Secret)
12. Elizabeth Vargas est démasquée ! (The Unmasking of Elizabeth Vargas)
13. Drama à Newport Beach (Trouble in Newport Beach)
14. Pas de vagues ! (Making Waves)
15. Le bilan (1/2) (Reunion Part 1)
16. Le bilan (2/2) (Reunion Part 2)

### Seizième saison (2021-2022)
1. Heather est de retour ! (Fancy Pants Is Back)
2. Poursuites (Loose Lips and Lawsuits)
3. Batême (Gone Guy)
4. Juge et partie (Judge and Jury)
5. Télé-Noella (A Tele-Noella)
6. Questions simples, réponses simples (Straight Questions, Straight-is Answers)
7. Joker ! (Wild Cards)
8. Mensonges en série (Sweat, Lies, and Pornography)
9. Le mari prend la fuite (Runway Husband)
10. Jalousie comestible (Edible Derangements)
11. La soirée déraille (Wined, Dined and Ryned)
12. Les torchons et les serviettes (Apples and Oranges)
13. Truc de dingue (Mind Blown)
14. L'exorcisme de Gina (The Exorcism of Gina)
15. Aspen (When in Aspen)
16. Une montagne de mensonge (Mountains of Lies)
17. La bande des housewives (A Band of Housewives)
18. Le Bilan (1/2) (Reunion Part 1)
19. Le Bilan (2/2) (Reunion Part 2)

### Dix-septième saison (2023)
1. Le retour de Tamra (Here Comes the Judge)
2. Amitiés par-dessus bord (Friendship Overboard)
3. Le grand départ (We Cut It Close)
4. La vie au ranch (You Can't DB Serious)
5. Confessions au coin du feu (Campfire Confessions)
6. Un grand ciel pas si bleu (Big Trouble in Big Sky)
7. On n'a qu'une mère (Oh Nobu You Didn't)
8. Clash en bikini (Backyard Bikini Clash)
9. Langue trop pendue (Loose Lips and Relationships)
10. Tamra et Jenn (A  Doppelgänger Disaster)
11. C'est ma fête, je pleure si je veux (It's My Fiesta and I'll Cry If I Want To)
12. Citrouilles et paparazzades (Pumpkins & Paparazzi)
13. Un très grand secret (Big News, Bigger Secret)
14. Les trois meilleures copines (Viva La Tres Amigas)
15. Le point de non-retour (The Tipping Point)
16. Ile déserte (Welcome to the Freak Show)
17. Le Bilan (1/2) (Reunion Part 1)
18. Le Bilan (2/2) (Reunion Part 2)

### Dix-huitième saison (2024)
1. Conséquences (Exes and OCs)
2. La promesse (Rent and Reputations)
3. Red flag (Red Flags and Flag Football)
4. Tee time ! (Not My Cup of Tee)
5. Le dîner désastreux (Dinner Party Disaster)
6. Le piège de Gina (All Up in Gina's Grill)
7. Sans les gants (The Gloves Are Off)
8. Traître un jour, traître toujours (Once a Traitor, Always a Traitor)
9. Une image vaut mille mots(A Picture Worth a Thousand Words)
10. Un défilé pour la bonne cause (Catwalks & Catfights)
11. Seule contre tous (Singled Out)
12. Sujet tabou (The Elephant in the Room)
13. Tu n'es pas invitées (You Are Cordially Not Invited)
14. Un thé sous pression (High Tea & High Tension)
15. Drame à deux étages (Double Decker Drama)
16. Le poids des rumeurs (Sunday Roasted)
17. Bombe médiatique (Unfinished Business)
18. Le Bilan (1/3) (Reunion Part 1)
19. Le Bilan (2/3) (Reunion Part 2)
20. Le Bilan (3/3) (Reunion Part 3)

### Dix-neuvième saison (2025)
1. Revolving Door of Lies
2. Old Faces, New Places
3. Knee Deep in Lies
4. Judge, Jury and Jenn
5. The Big Uneasy
6. What Voodoo You Do?
7. The Truth Will Not Set You Free
8. Truth Tellers & Lie Detectors

## Commentaires
- En 2006, la chaîne américaine Bravo démarre la diffusion de The Real Housewives of Orange County, décrite comme « un croisement entre les séries Desperate Housewives et Newport Beach ». À la suite du succès de la téléréalité, plusieurs émissions-dérivées seront diffusées : New York City, Atlanta, New Jersey, Washington D.C., Beverly Hills, Miami, Potomac, Dallas, Salt Lake City, Dubai.
- En 2008, la chaîne américaine Bravo lance Date My Ex: Jo & Slade avec Jo De La Rosa (saisons 1 et 2).
- En septembre 2012, Bravo diffuse Tamra's OC Wedding autour du mariage de Tamra Barney (saisons 1 à 14) et Eddie Judge.
- En 2022, Vicki Gunvalson (saisons 1 à 13) et Tamra Judge (saisons 1 à 14) participent à la saison 2 des Real Housewives Ultimate Girls Trip.
- Gretchen Rossi (saison 4 à 8) a participé à la saison 5 des Real Housewives Ultimate Girls Trip qui sera diffusée en 2024.